# 見坂茂範
見坂 茂範（けんざか しげのり、1968年7月18日 - ）は日本の政治家、建設・国土交通技官。自由民主党所属の参議院議員（1期）。

## 経歴
兵庫県多可郡加美町（現：多可町）出身。兵庫県立西脇高等学校、京都大学工学部土木工学科を経て、京都大学大学院工学研究科土木工学専攻を修了し、1993年建設省入省。京大院では耐震工学を学んだ。
省内では道路畑を歩き、道路公団の民営化など道路政策のほか、公共事業の品質確保や建設DXの推進など建設産業にも携わった。
2005年道路局有料道路課課長補佐、2007年近畿地方整備局京都国道事務所長、2009年道路局企画課企画専門官、2011年関東地方整備局企画部企画調整官、2014年大臣官房技術調査課技術企画官、2017年道路局企画課評価室長、2018年福岡県県土整備部長、2021年関東地方整備局企画部長、2022年6月28日大臣官房技術調査課長。政府の賃金アップ策に基づき、建設現場で働く人たちの賃金アップを誘導するために、総合評価方式で加点する仕組みを導入した。
2023年7月4日、近畿地方整備局長に就任。2024年1月1日に発生し能登半島地震の際は、休日返上で可能な限りの職員をテックフォース（緊急災害対策派遣隊）として被災地に派遣するなど支援にあたった。
2024年5月17日、近畿地方整備局長を辞職。
2024年6月4日に行われた全国建設業協会（全建）の総会で、佐藤信秋参議院議員により、2025年に行われる第27回参議院議員通常選挙で参議院比例区の後継として立候補することが表明され、全建から推薦状を手渡された。佐藤信秋の後継として、全国建設業協会の組織内候補として立候補する。日本建設業連合会、日本橋梁建設協会などからも推薦を受ける。
2025年7月20日の投開票の結果、218,072票を獲得し当選。

## 主な政策

### スローガン[18]
「建設産業を元気に！そして日本を元気に！」

### 主な政策[18]
①防災・減災、国土強靭化
　“災害が多発する日本には、国土の強靭化が不可欠です。このため、「国土強靭化基本法」に基づく「国土強靭化実施中期計画」を策定し、「計画的かつ継続的な国土強靭化対策」が必要です。”としている。
②経済成長につながるインフラ整備（景気の好循環）
　“公共事業による積極的な投資を行うことにより、民間投資も喚起します。インフラが整備されることにより、企業立地が進み、観光客が増加し、企業活動も盛んになります。そして、法人税収が増えれば、地方公共団体も財政が良くなります。適切な価格転嫁により、デフレ経済からの脱却を図り、GDPの増加につなげることが重要です。このような景気の好循環につなげるためには、「安定的な公共事業予算の確保」が不可欠です。”としている。
③持続可能な建設産業へ
　“「防災・減災、国土強靭化」「経済成長につながるインフラ整備」のために建設産業が果たす役割は極めて大きい。そのためには、「持続可能な建設産業」であることが重要です。１．賃金アップ（設計労務単価、技術者単価のさらなる引き上げ）　２．生産性の向上　３．働き方改革（週休２日、時間外労働の削減）　などを推進してまいります。”としている。 

## 年譜・主な活動
- 1987年　兵庫県立西脇高等学校卒業
- 1991年　京都大学工学部土木工学科卒業
- 1993年　京都大学大学院工学研究科土木工学専攻修士課程修了：耐震工学を学ぶ
- 1993年　建設省入省
- 2002年　国土交通省関東地方整備局企画部企画課長
- 2004年　国土交通省本省道路局高速国道課課長補佐：道路公団の民営化政策に携わる。[19]
- 2005年　国土交通省本省道路局有料道路課課長補佐

- 2007年　国土交通省近畿地方整備局京都国道事務所長：京都第二外環道路や国道24号八条坊門事業に携わる。[20]
- 2009年　国土交通省本省道路局企画課企画専門官
- 2011年　国土交通省関東地方整備局企画部企画調整官
- 2014年　国土交通省本省大臣官房技術調査課技術企画官
- 2017年　国土交通省本省道路局企画課評価室長

- 2018年　福岡県県土整備部長：下関北九州道路の事業化に向け、国による計画段階評価、環境アセスメントを実施。[20]
- 2021年　国土交通省関東地方整備局企画部長：工事書類の簡素化のためのルールを策定、遵守を義務付けた。[20]
- 2022年　国土交通省本省大臣官房技術調査課長：i-Constructionやインフラ分野のDXを推進。[21]
- 2023年　国土交通省近畿地方整備局長：能登半島地震の際は、職員をテックフォース（緊急災害対策派遣隊）として被災地に派遣するなど支援。[11]
- 2024年　国土交通省近畿地方整備局長を辞職[12]
- 2025年　参議院議員に当選

## 人物
座右の銘は「虚心坦懐」、モットーは「常に全力投球」。
京都大学大学院工学研究科教授の藤井聡氏とは大学の同級生。藤井氏が出演する『ももいろインフラーＺ』（TOKYO MX）の仕掛け人のひとり。
趣味は、ランニング、野球、旅行。子供の頃から野球少年で、現在でも仲間とプレーを楽しんでいる。ランニングでは毎回記録更新を狙って自分を追い込み、大変な仕事も乗り越えられるメンタル力を鍛えている。
子供の頃の夢は土木職人。好きな食べ物は肉、カレー。癒しは二匹の愛猫と戯れる時間。

## 学会・協会活動・論文等
- 土木学会　ICT教育特別委員会　副委員長[24]
- 土木学会　100周年事業実行委員会　幹事[25]
- 論文「柔構造物のTMD、AMD、ATMDに よる制振効果に関する振動台実験」[26]

## 推薦団体一覧
※Web上などで推薦を確認できる団体
| 推薦年月日    | 推薦団体                                      |
| ------------- | --------------------------------------------- |
| 2024年6月3日  | (一社）全国建設業協会                         |
| 2024年6月6日  | (一社）日本橋梁建設協会                       |
| 2024年6月10日 | (一社）東北建設業協会連合会                   |
| 2024年6月10日 | (一社）青森県建設業協会                       |
| 2024年6月10日 | (一社）岩手県建設業協会                       |
| 2024年6月10日 | (一社）宮城県建設業協会                       |
| 2024年6月10日 | (一社）秋田県建設業協会                       |
| 2024年6月10日 | (一社）山形県建設業協会                       |
| 2024年6月10日 | (一社）福島県建設業協会                       |
| 2024年6月13日 | (一社）プレストレスト・コンクリート建設業協会 |
| 2024年6月17日 | (一社）群馬県建設業協会                       |
| 2024年6月18日 | (一社）栃木県建設業協会                       |
| 2024年6月19日 | (一社）建設コンサルタンツ協会                 |
| 2024年6月19日 | (一社）日本建設業連合会                       |
| 2024年6月19日 | (一社）全国中小建設業協会                     |
| 2024年6月25日 | (一社）全国測量設計業協会連合会               |
| 2024年6月26日 | (一社）全国地質調査業協会連合会               |
| 2024年6月27日 | (一社）日本道路建設業協会                     |
| 2024年6月27日 | (一社）全国建設産業団体連合会                 |
| 2024年7月2日  | (一社）茨城県建設業協会                       |
| 2024年7月9日  | (一社）埼玉県建設業協会                       |
| 2024年7月9日  | (一社）山梨県建設業協会                       |
| 2024年7月9日  | (一社）建設産業専門団体連合会                 |
| 2024年7月12日 | (一社）滋賀県建設業協会                       |
| 2024年7月16日 | (一社）神奈川県建設業協会                     |
| 2024年7月19日 | (一社）東京建設業協会                         |
| 2024年7月25日 | (一社）千葉県建設業協会                       |
| 2024年7月31日 | (一社）石川県建設業協会                       |
| 2024年8月5日  | (一社）新潟県建設業協会                       |
| 2024年8月20日 | (一社）岐阜県建設業協会                       |
| 2024年8月20日 | (一社）奈良県建設業協会                       |
| 2024年9月17日 | (一社）三重県建設業協会                       |
| 2024年9月19日 | (一社）富山県建設業協会                       |
| 2024年9月26日 | (一社）静岡県建設業協会                       |
| 2024年9月26日 | (一社）愛知県建設業協会                       |
| 2024年9月30日 | (一社）大阪建設業協会                         |

## 選挙歴
| 当落 | 選挙                     | 執行日         | 年齢 | 選挙区       | 政党       | 得票数     | 得票率 | 定数 | 得票順位 /候補者数 | 政党内比例順位 /政党当選者数 |
| ---- | ------------------------ | -------------- | ---- | ------------ | ---------- | ---------- | ------ | ---- | ------------------ | ---------------------------- |
| 当   | 第27回参議院議員通常選挙 | 2025年07月20日 | 57   | 参議院比例区 | 自由民主党 | 21万8072票 |        | 50   | 5/31               | 5/12                         |